# Форт Джордж Мід
Форт Джордж Мід (англ. Fort George G. Meade), також Форт Мід (англ. Fort Meade) — одна з військових баз армії США, яка розташована у штаті Меріленд. На території бази дислокуються Школа оборонної інформації, Служба оборонних засобів масової інформації, Польовий оркестр армії США та штаб-квартира Кіберкомандування США, агентство національної безпеки, кур'єрська служба Міністерства оборони, штаб-квартира Агентства оборонних інформаційних систем і 6-ї групи криптологічної війни ВМС США. Форт носить назву на честь Джорджа Г. Міда, генерала Союзу часів Громадянської війни в США, командувача Потомацької армії.

## Формування, що базуються у Форт Мід

### Армія США
- Командування військово-цивільного адміністрування і психологічних операцій армії США
  - 352-ге командування військово-цивільного адміністрування
- Корпус інженерів армії США
- Командування кримінальних розслідувань армії США
- Командування сил армії США
  - 1-ша армія (Рок-Айлендський арсенал, Іллінойс)
    - Дивізія «Схід»[1]
      - 72-га артилерійська бригада «Воріор Ігл»
- Командування розвідки та безпеки армії США
- 704-та бригада військової розвідки
- 780-та бригада військової розвідки
- Рекрутингове командування армії США
- Резерв Армії США
- Командування навчання та доктрин армії США
- Національна гвардія армії штату Меріленд

### КМП США
- Кіберкомандування Корпусу морської піхоти США
- Розвідка корпусу морської піхоти

### ПС США
- Бойове командування Повітряних сил США
  - 16-та повітряна армія
- Резерв Повітряних сил США
  - 10-та повітряна армія

### ВМС США
- Кіберкомандування флоту США (10-й флот)

### Міністерство оборони
- Служба контррозвідки міністерства оборони США
- Управління інформаційного забезпечення міністерства оборони США
- Кіберкомандування США
- Служба ЗМІ оборони (Defense Media Activity)
- Транспортне Командування Збройних сил США

### Міністерство ВМС
- Служба кримінальних розслідувань ВМС США

### Агентство національної безпеки
- Штаб-квартира Агентства національної безпеки

## Галерея

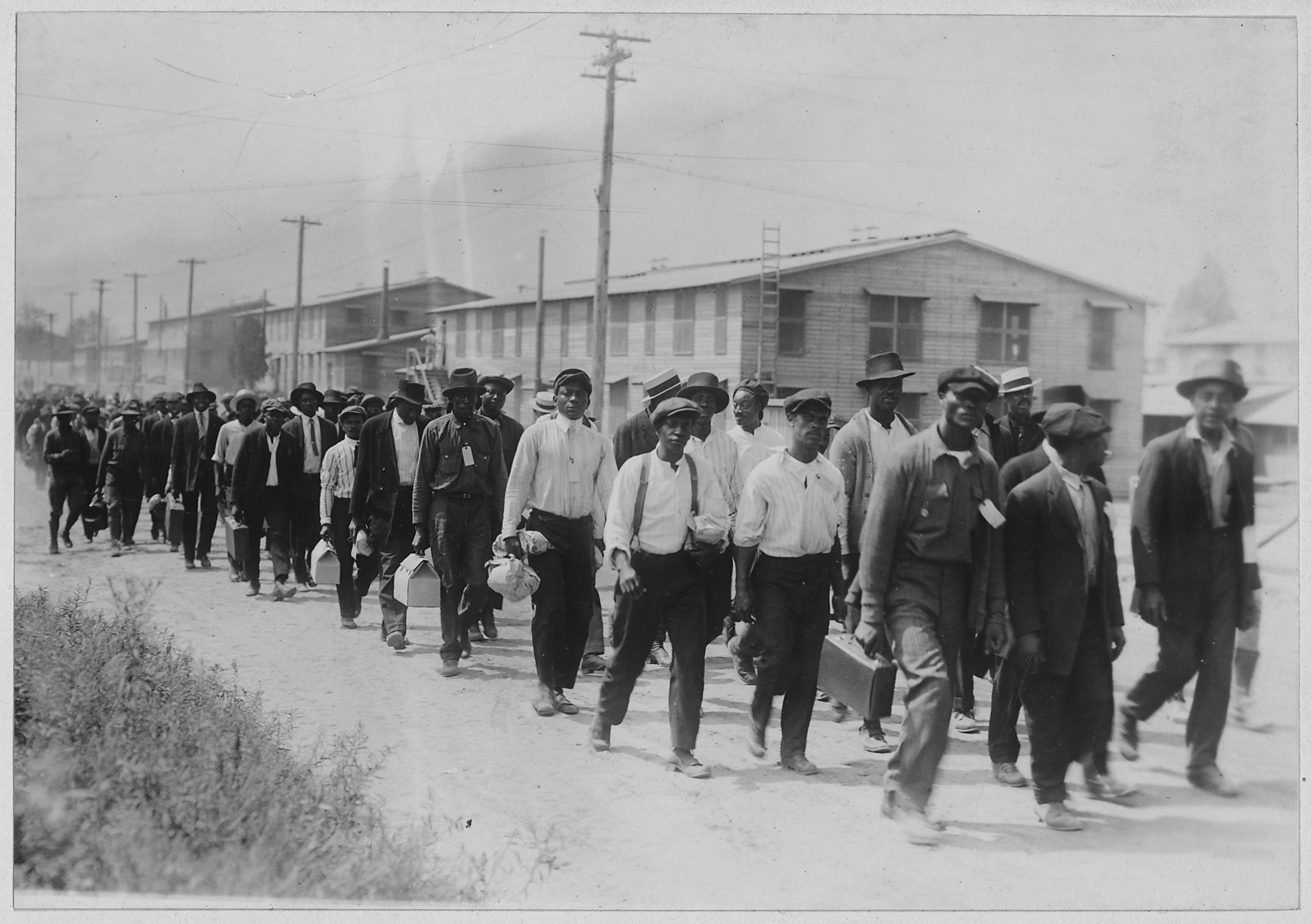
Прибуття нових призовників на базу. Перша світова війна
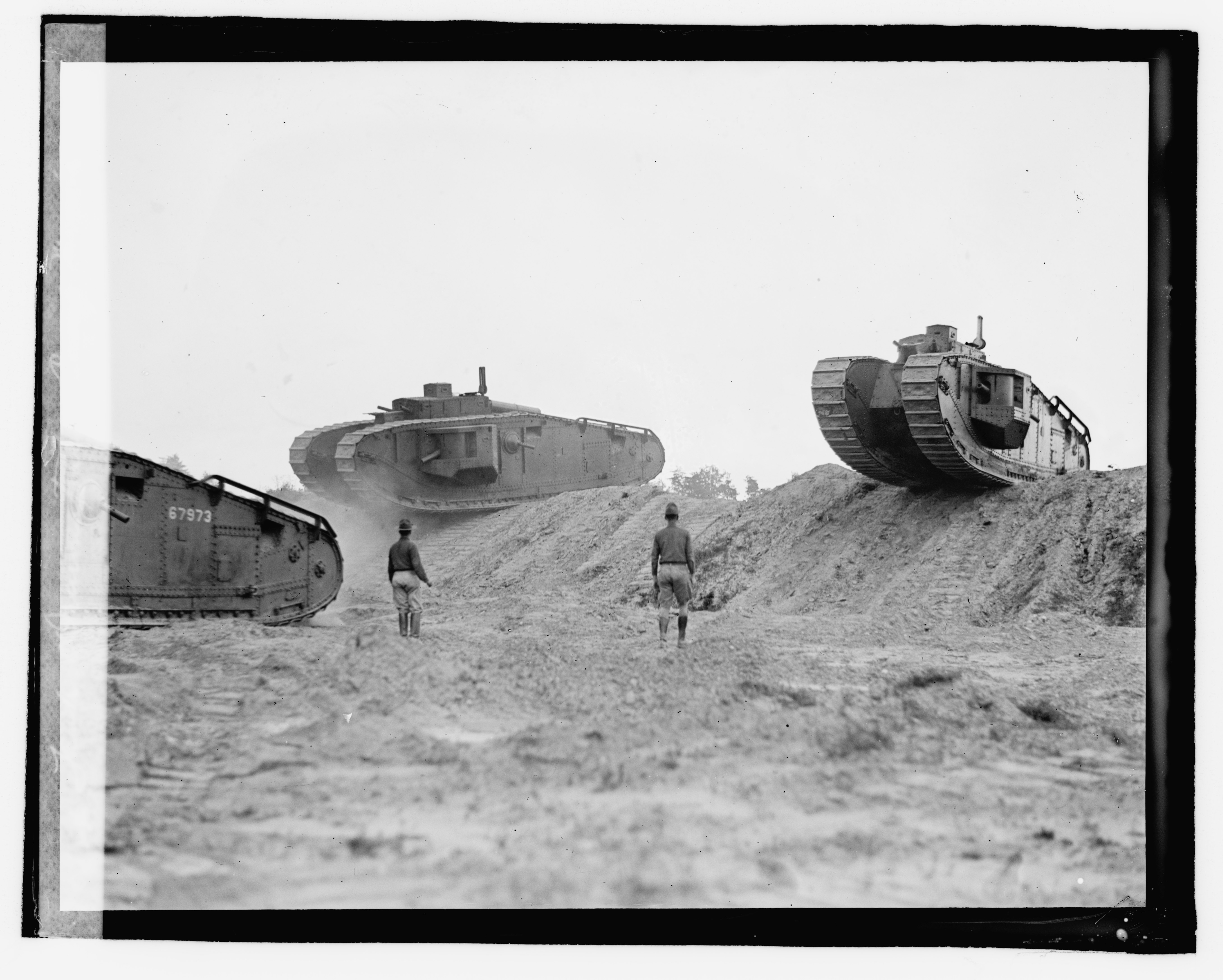
Демонстрація танків у Форт Мід. 1922
Вогнева підготовка кулеметної обслуги під час навчання. 1925
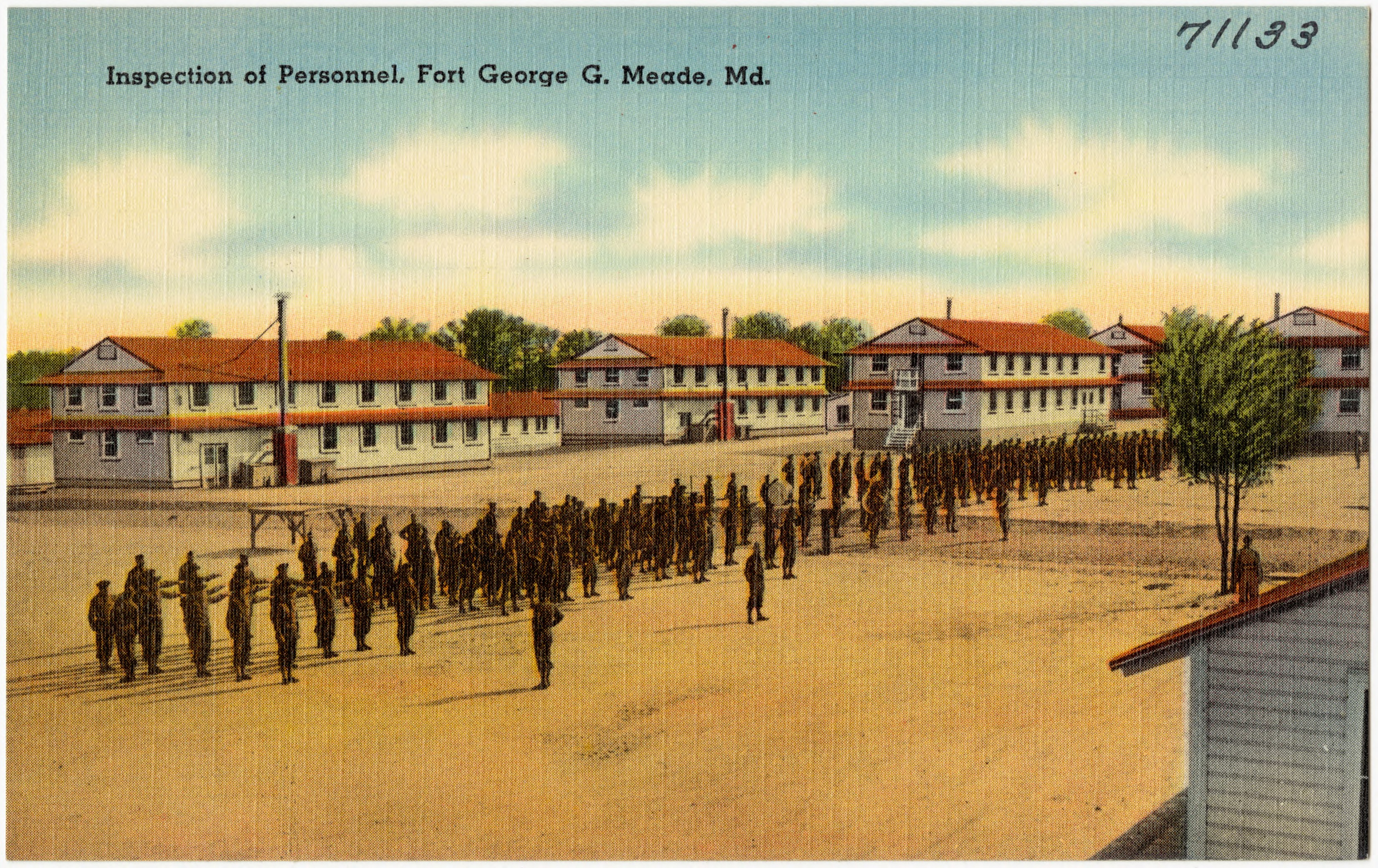
Шикування особового складу на плацу форту. Друга світова війна
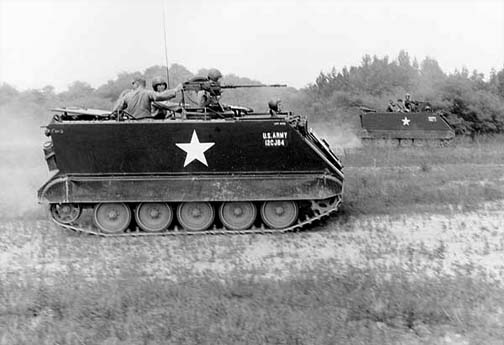
Польові навчання моторизованого підрозділу на БТР M113. 1965
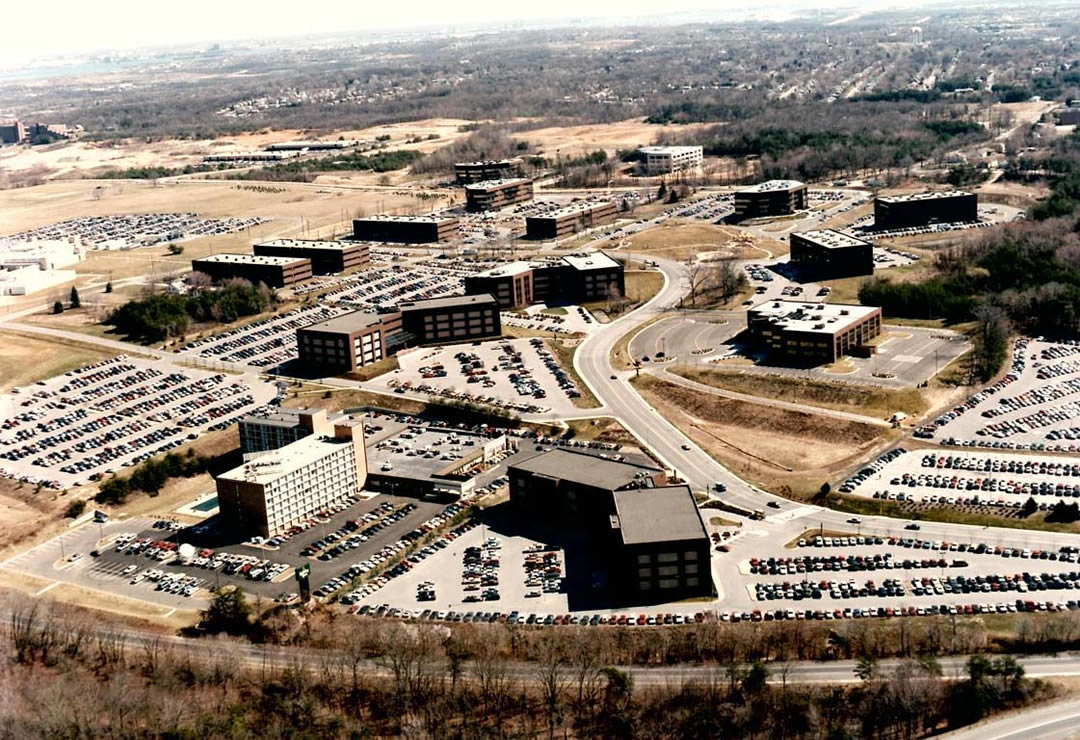
Кампус Агентства національної безпеки. 1990
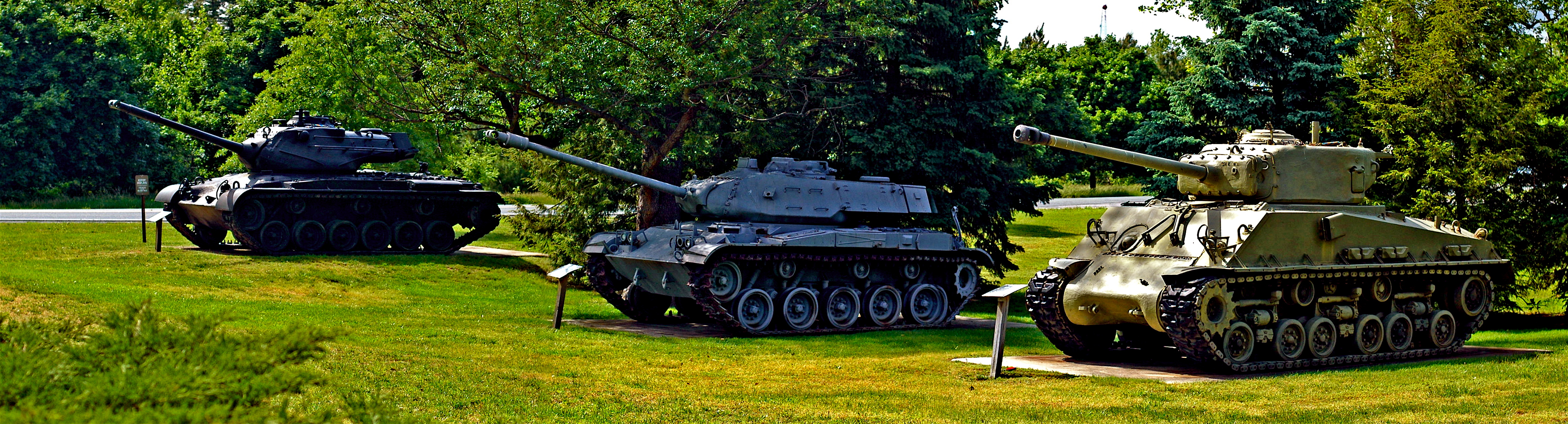
Американські танки M47 «Patton», M41 Walker Bulldog, M4A3 «Sherman» у музеї бази. 2006
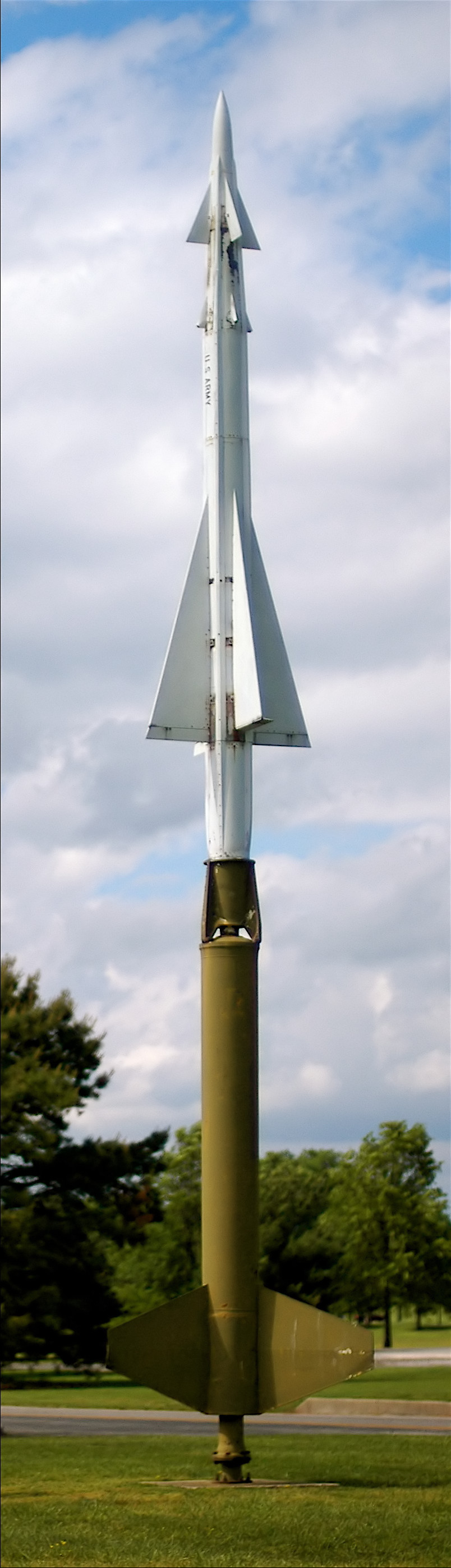
Перша у світі керована зенітна ракета MIM-3 Nike Ajax у музеї бази. 2006
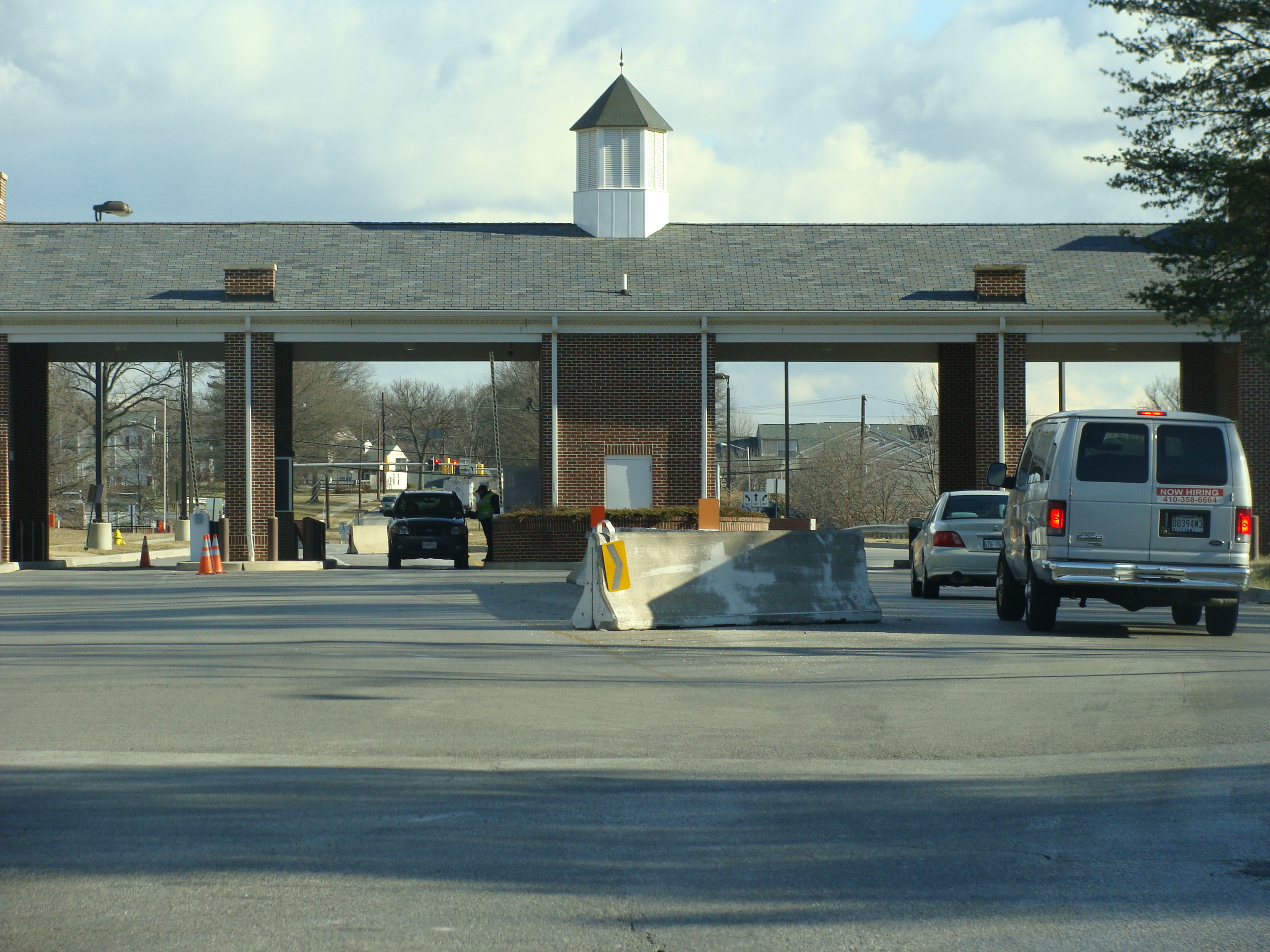
Головний в'їзд у Форт Мід. 2009
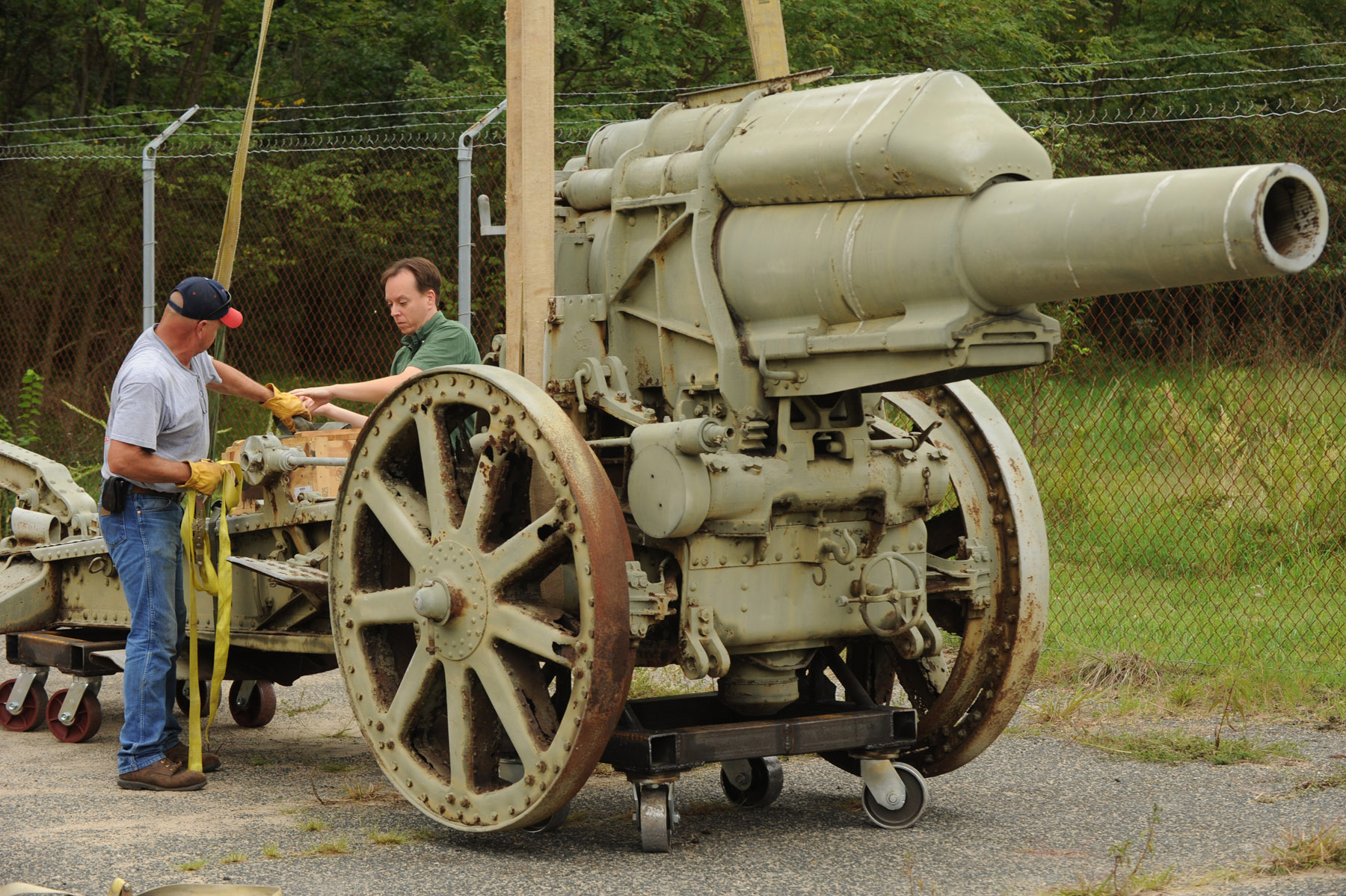
Німецька 210-мм важка мортира Mörser 16 часів Першої світової війни в музеї бази. 2012
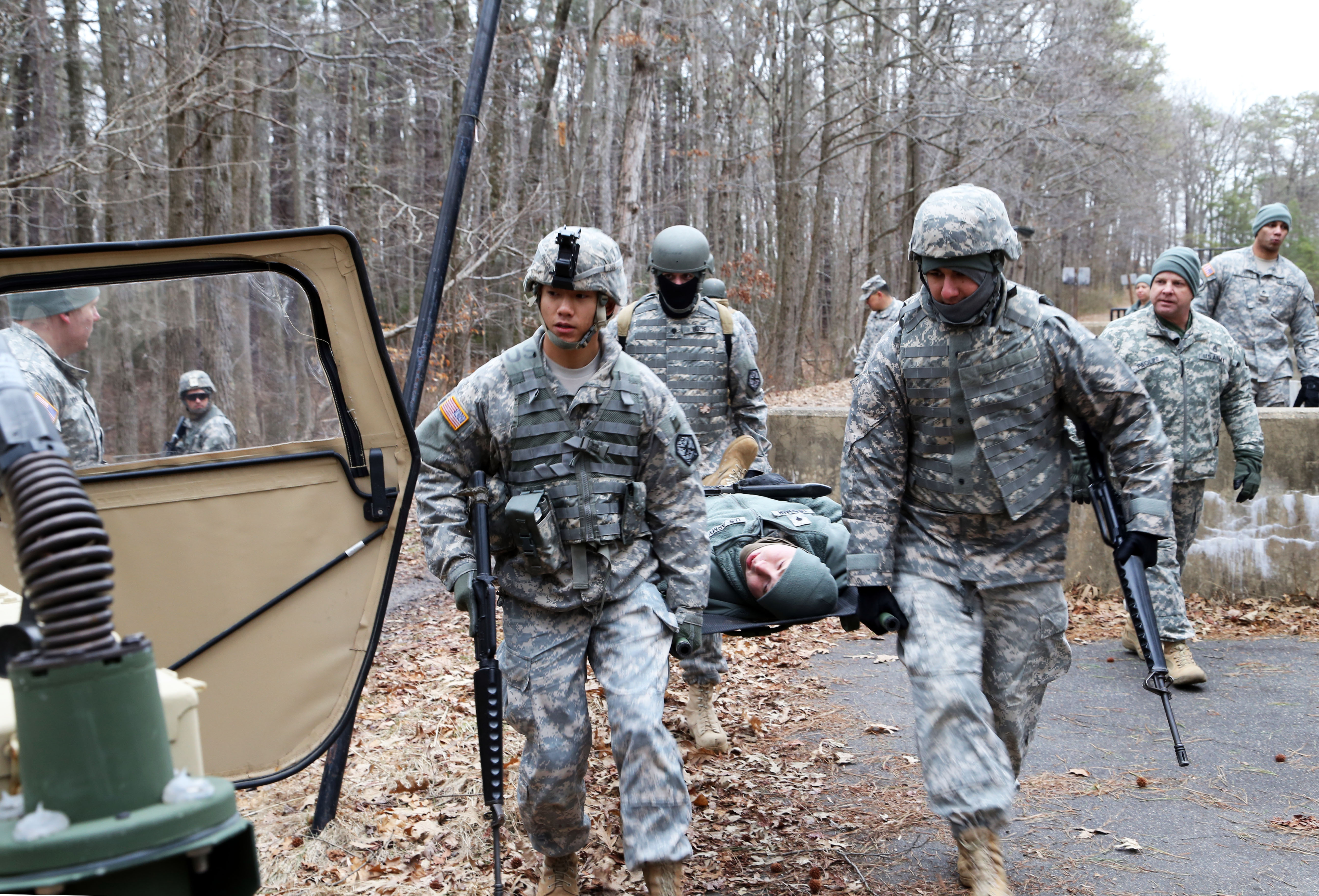
Тактичні навчання особового складу військової розвідки. 2014
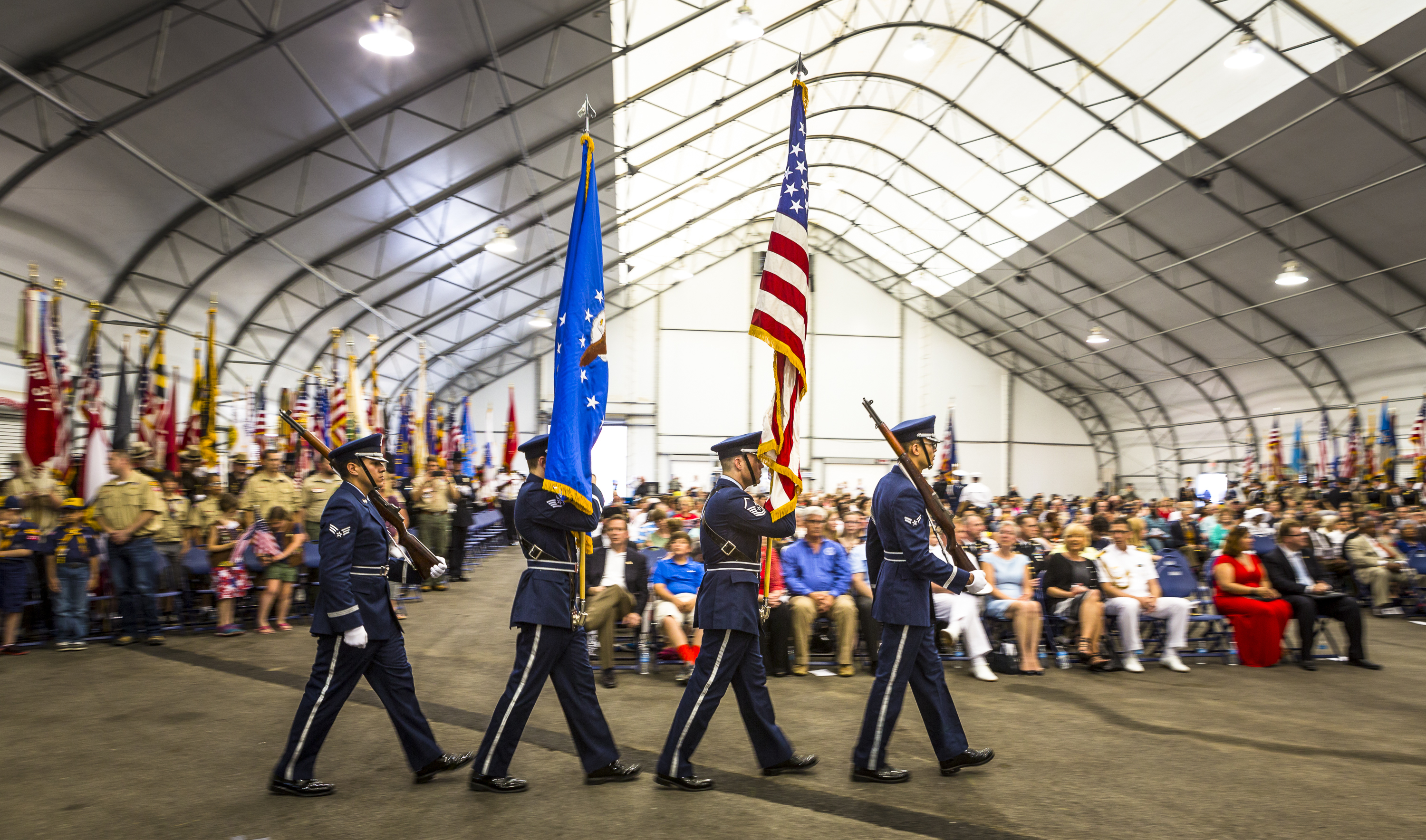
Урочистості з нагоди Дня пам'яті. 2015
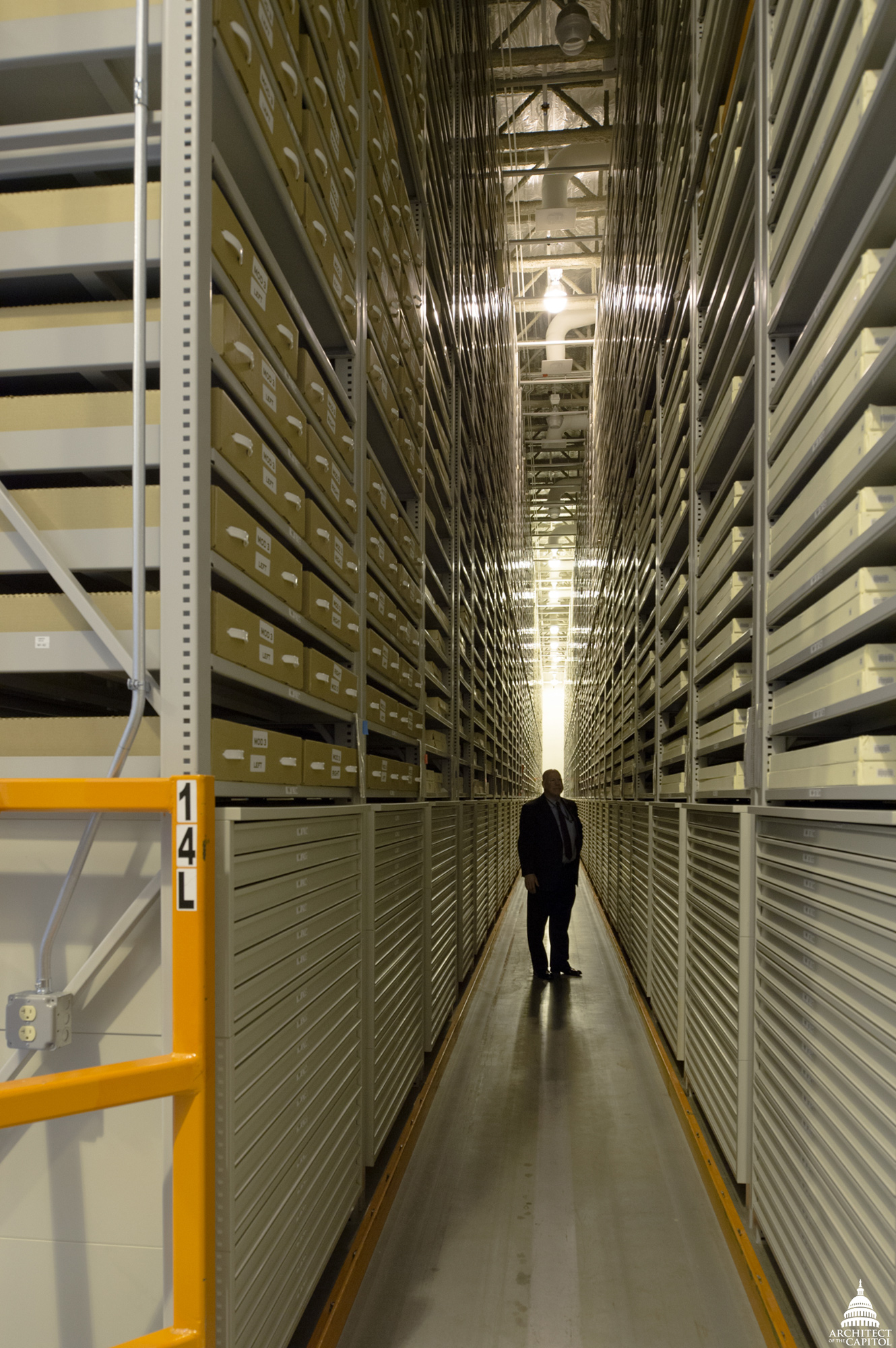
Сховища бібліотеки Конгресу. 2017
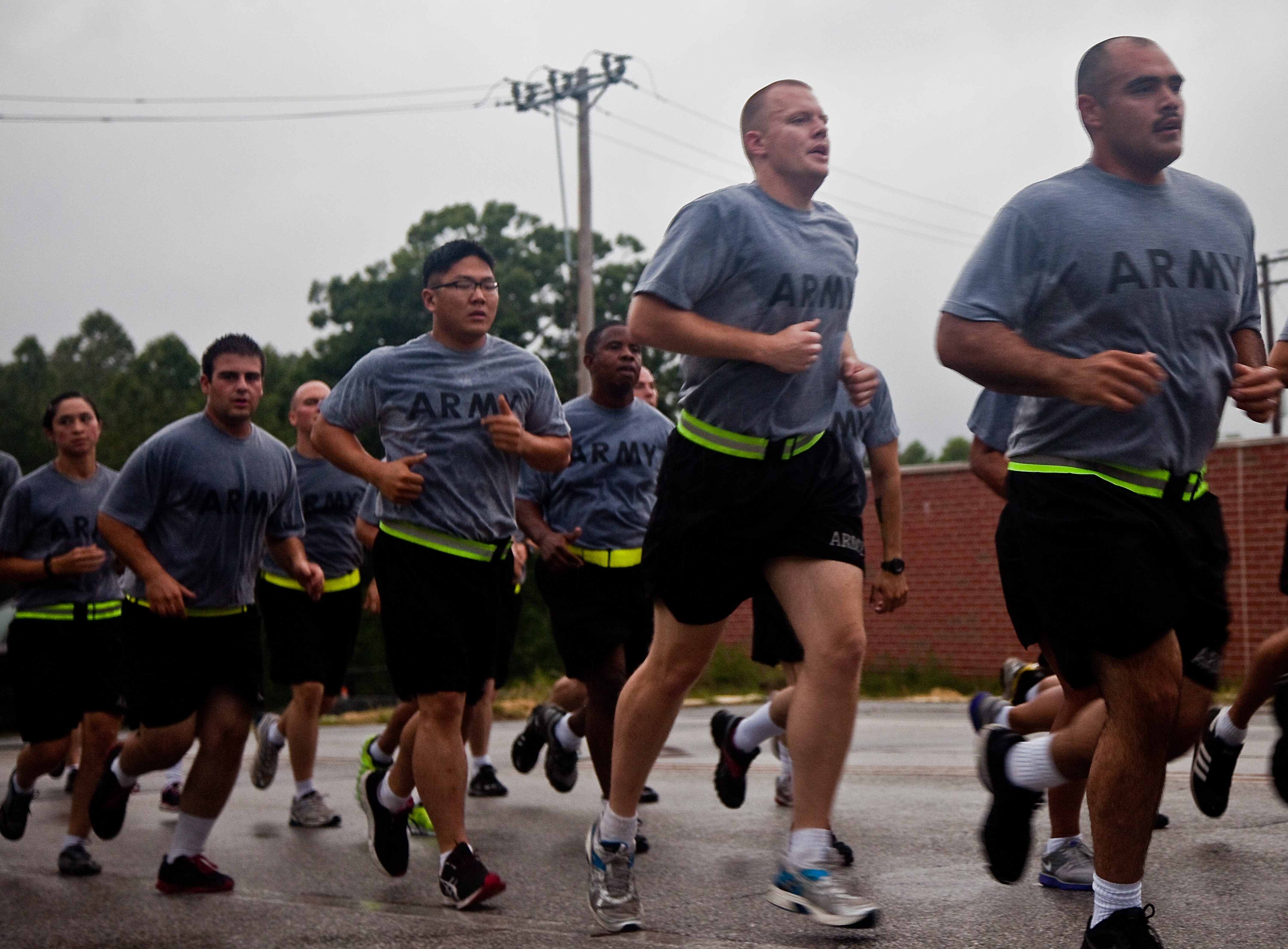
Заняття з фізичної 21-ї бригади зв'язку. 2012